# James Dempsey (giocatore di poker)
James Dempsey, noto online come Flushy, (24 settembre 1982) è un giocatore di poker britannico vincitore di un braccialetto delle WSOP nel 2010 nel torneo $1,500 Pot Limit Hold'em e un di un titolo del WPT nel 2011 nel Doyle Brunson World Poker Classic.

## Poker
Alle WSOP del 2010(WSOP), dopo aver vinto il suo primo braccialetto nel torneo 1,500 Pot Limit Hold'em, guadagnando $197,470, vince anche $10,497 arrivando 69º nel torneo $5,000 No Limit Hold'em, e infine nel torneo $10,000 Omaha Hi-Low Split-8 or Better Championship finisce secondo a Sam Farha, vincendo $301,789.
Nel dicembre 2011 vince il Doyle Brunson World Poker Classic del World Poker Tour, arrivando davanti a 413 giocatori e battendo al tavolo finale giocatori come Antonio Esfandiari (sesto) e Vanessa Selbst (terza), guadagnando $821,612.
Nel 2013 arriva a premio per due volte alle WSOPE.
Al 2015 le sue vincite nei tornei live superano i $1,978,532, di cui $625,492 grazie ai piazzamenti a premio alle WSOP.

## Braccialetti delle WSOP
| Anno | Torneo                   | Premio   |
| ---- | ------------------------ | -------- |
| 2010 | $1,500 Pot Limit Hold'em | $197,470 |